# 東京都道・千葉県道501号王子金町市川線

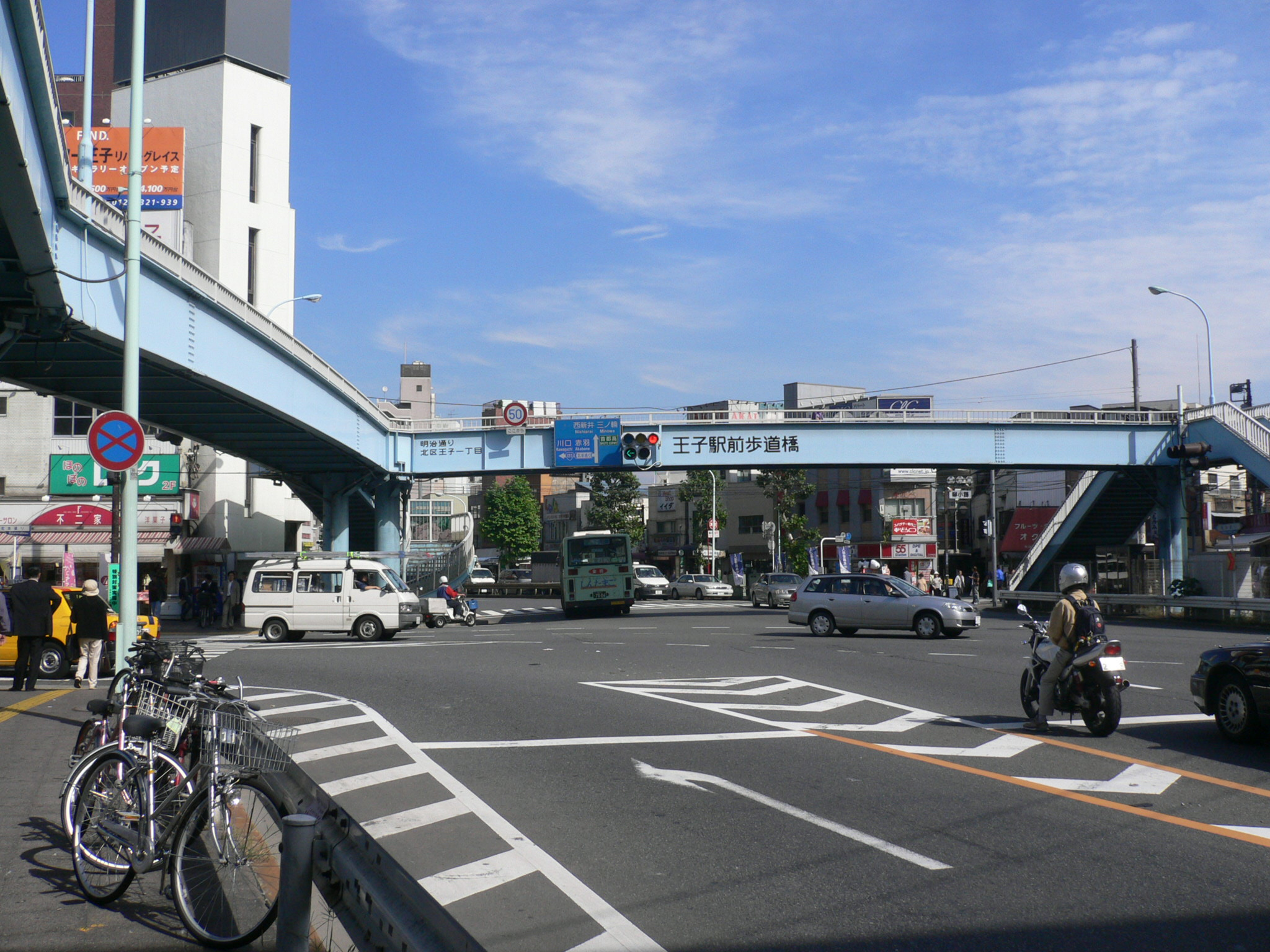
王子駅前（2005年10月24日撮影）

新柴又駅付近の様子

東京都道・千葉県道501号王子金町市川線（とうきょうとどう・ちばけんどう501ごう おうじかなまちいちかわせん）は、東京都北区王子駅前から千葉県市川市に至る一般都道（東京都道・千葉県道）である。東京都江戸川区内・旧江戸川西岸までのみの供用で、その先は都県境の旧江戸川を渡る「旧江戸川橋梁」が事業中であり、千葉県内の単独供用区間はない。（千葉県道6号市川浦安線との重複区間のみ）

## 概要

### 路線データ
- 起点：東京都北区王子一丁目（王子駅前交差点＝国道122号交点）
- 終点：千葉県市川市押切14番1地先（行徳駅入口交差点）
- 路線延長
  - 東京都区間 21,143 m（実延長、2024年10月18日現在）[1][2]
  - 千葉県区間 424 m（実延長、2023年9月19日現在）

## 歴史
- 1994年（平成5年）5月11日 - 王子金町江戸川線が建設省により主要地方道として指定[8]。
- 2022年（令和4年）5月10日 - 王子金町江戸川線（整理番号307）を廃止し[4]、東京都道・千葉県道王子金町市川線（整理番号501）として認定[3][6]。なお307号線は主要地方道であったが501号線は一般都道である[1][2]。
- 2023年（令和5年）9月19日 -  千葉県告示第363号にて千葉県市川市押切地内の区域（424.50m）を決定[7]。

## 路線状況

### 別名・愛称
- 明治通り（起点 - 溝田橋交差点）
- 日産通り（溝田橋交差点 - 豊島五丁目交差点）
- 江北橋通り（足立区宮城二丁目 - 江北橋東交差点）
- 江北バス通り（足立区江北二丁目 - 西新井一丁目交差点）- 都営バス王40系統（池袋駅と西新井駅を結ぶ路線）が高頻度で行き交うことにちなむ
- 環七通り（東京都道318号環状七号線重複区間）
- 岩槻街道（葛飾区水元五丁目 - 東金町四丁目交差点）
- 水戸街道（国道6号重複区間）
- 柴又街道（金町三丁目交差点 - 江戸川区前野公園前T字路）
- 行徳駅前通り（千葉県道6号市川浦安線重複区間）

### 支線
- 柴又帝釈天前交差点（本線分離） - 青砥駅東交差点（環七通り交点） かつて認定されていた東京都道468号堀切橋金町浄水場線の一部区間を継承している[5]。

### 旧江戸川橋梁
2022年度（令和4年度）に東京都・千葉県を事業主体として「旧江戸川橋梁（仮称）新設事業」が事業化され、国補助事業として旧江戸川で分断されていた東京都江戸川区江戸川1丁目 - 千葉県市川市押切の間が橋梁により結ばれる予定である。都県境となる江戸川橋梁部は千葉県が担当する。2031年度（令和13年度）の事業完了が想定されている。

## 地理

### 通過する自治体
- 東京都
  - 北区 - 足立区 - 葛飾区 - 江戸川区
- 千葉県
  - 市川市

### 交差する道路
| 交差する道路                                                         | 交差する道路                                                         | 交差点名        | 所在地 | 所在地   |
| -------------------------------------------------------------------- | -------------------------------------------------------------------- | --------------- | ------ | -------- |
| 国道122号（明治通り） 本郷・池袋方面                                 |                                                                      |                 |        |          |
| -                                                                    | 国道122号（北本通り） 赤羽・岩槻方面                                 |                 | 東京都 | 北区     |
| 東京都道306号王子千住夢の島線（明治通り）                            | 東京都道306号王子千住夢の島線（明治通り）                            | 溝田橋          | 東京都 | 北区     |
| 東京都道449号新荒川堤防線                                            | 東京都道449号新荒川堤防線                                            |                 | 東京都 | 足立区   |
| 東京都道58号台東川口線支線（江北橋通り）                             | 東京都道450号新荒川葛西堤防線                                        | 江北橋東        | 東京都 | 足立区   |
| 東京都道106号東京鳩ヶ谷線                                            | 本線                                                                 |                 | 東京都 | 足立区   |
| 東京都道58号台東川口線（尾久橋通り）                                 | 東京都道58号台東川口線（尾久橋通り）                                 | 江北4丁目       | 東京都 | 足立区   |
| 東京都道318号環状七号線（環七通り）                                  | 東京都道318号環状七号線（環七通り）                                  | 西新井1丁目     | 東京都 | 足立区   |
| この間重複区間につき省略→東京都道318号環状七号線を参照               |                                                                      |                 |        |          |
| 東京都道318号環状七号線（環七通り）                                  | 東京都道318号環状七号線（環七通り）                                  | 大谷田橋        | 東京都 | 足立区   |
| 東京都道67号葛飾吉川松伏線                                           | 本線                                                                 | 水元5丁目三差路 | 東京都 | 葛飾区   |
| 東京都道471号金町線                                                  | 本線                                                                 | 東金町4丁目     | 東京都 | 葛飾区   |
| 国道6号（水戸街道）                                                  | 国道6号（水戸街道）                                                  | 金町広小路      | 東京都 | 葛飾区   |
| 国道6号（水戸街道）                                                  | 国道6号（水戸街道）                                                  | 金町3丁目       | 東京都 | 葛飾区   |
|                                                                      | 支線                                                                 | 柴又帝釈天前    | 東京都 | 葛飾区   |
| 東京都道60号市川四ツ木線（蔵前橋通り） （東京都道315号御徒町小岩線） | 東京都道60号市川四ツ木線（蔵前橋通り） （東京都道315号御徒町小岩線） | 柴又新道入口    | 東京都 | 江戸川区 |
| 国道14号（千葉街道）                                                 | 国道14号（千葉街道）                                                 | 東小岩4丁目     | 東京都 | 江戸川区 |
| 国道14号（京葉道路）                                                 |                                                                      |                 | 東京都 | 江戸川区 |
| （篠崎街道）                                                         |                                                                      |                 | 東京都 | 江戸川区 |
| 東京都道450号新荒川葛西堤防線                                        |                                                                      |                 | 東京都 | 江戸川区 |
| （この間事業中）                                                     |                                                                      |                 |        |          |
| 千葉県道6号市川浦安線（行徳街道）                                    |                                                                      | 押切            | 千葉県 | 市川市   |
| 千葉県道6号市川浦安線                                                | 千葉県道6号市川浦安線                                                | 行徳駅入口      | 千葉県 | 市川市   |
| （行徳駅前通り）行徳駅・国道357号方面                                |                                                                      |                 |        |          |

### 重用区間
- 東京都道450号新荒川葛西堤防線：江北橋東交差点 - 江北二丁目付近
- 東京都道318号環状七号線（環七通り）：西新井一丁目交差点 - 大谷田陸橋交差点
- 国道6号（水戸街道）：金町広小路交差点 - 金町三丁目交差点
- 千葉県道6号市川浦安線（行徳駅前通り）：押切交差点 - 行徳駅入口交差点

## 主な橋梁
- 豊島橋（隅田川）
- 江北橋（荒川）
- 新加平橋（綾瀬川）
- 飯塚橋（中川）
- 高砂橋（中川）※支線